# Philippe-Louis de Noailles
 (mars 2012).
Si vous disposez d'ouvrages ou d'articles de référence ou si vous connaissez des sites web de qualité traitant du thème abordé ici, merci de compléter l'article en donnant les références utiles à sa vérifiabilité et en les liant à la section « Notes et références ».
Philippe Louis Marc Antoine de Noailles (21 novembre 1752 – 15 février 1819), duc de Poix (titre de courtoisie) et 2e duc de Mouchy (Espagne), 1er duc de Mouchy (France, 1817), est un gentilhomme royaliste, capitaine des gardes du roi, lieutenant général, député de la noblesse aux États généraux de 1789.

## Biographie

### Famille
Né à l'hôtel de Noailles, rue de l'Université à Paris, Philippe Louis de Noailles est l'un des fils de Philippe de Noailles (1715-1794), 1er duc de Mouchy, 1er duc de Poix, maréchal de France, ambassadeur en Espagne, et de son épouse, Anne Claude Louise d'Arpajon (1729-1794), dame d'honneur de la dauphine Marie-Antoinette d'Autriche. Un de ses frères est Louis Marc Antoine de Noailles.

### Avant laRévolution française
En 1768, le prince de Poix entre dans les carabiniers, est nommé capitaine au régiment de Noailles-dragons en 1770, puis colonel dans le même régiment en 1774. Le roi lui confie, en 1775, la charge de capitaine des gardes du corps du roi (3e compagnie, puis 2e compagnie française). En 1779, avec cette compagnie, il se prépare à envahir l'Angleterre.
En 1784, il est créé chevalier de la Toison d'or.
En 1788, il est élevé par Louis XVI au grade de maréchal de camp et commande en Alsace une brigade de chasseurs.
Le prince de Poix occupe aussi les charges d'intendant et gouverneur de Versailles en survivance de son père, en 1767, et en exercice de 1778 à 1789. Il est aussi capitaine des chasses des villes, châteaux et parcs, gouverneur du Marly et dépendances, mais aussi d'Arpajon en 1766.
Il fait alors construire en 1787, en lisière du parc du château, le pavillon de la Lanterne, aujourd'hui résidence d'État de la République française.

### Pendant laRévolution française
Dans le salon de la princesse de Poix se réunissent le marquis de Lally-Tollendal, Anne-Pierre de Montesquiou-Fézensac, et Gilbert du Motier de La Fayette, Mmes d'Hénin, de Tessé, de Lauzun. Le prince de Poix est l'un des plus chauds partisans de Necker. Il est favorable aux idées nouvelles.
En 1789, il est élu député de la Noblesse pour les bailliages d'Amiens et de Ham aux États généraux de 1789. C'est dans le bailliage d'Amiens que se trouve sa principauté de Poix.
Il siège dans cette assemblée avec son frère, le vicomte de Noailles, député du bailliage de Nemours et beau-frère de Lafayette, dont les idées sont plus avancées que les siennes.
Élu 2e sur 2 députés le 11 avril 1789, son cahier exige le vote par ordre, mais il siège avec la minorité de la chambre de la Noblesse et vote, à la première séance, en faveur de la vérification des pouvoirs en commun. Il est favorable aux décrets de la nuit du 4 août. Le 7 août, il appuie trois amendements de Clermont-Tonnerre sur l'abolition des capitaineries et la libération des prisonniers pour délit de chasse. Le 12 août, il s'oppose à la demande de Gaillon, tendant à abolir le droit d'aînesse.
En septembre, il intervient pour proposer de nommer six commissaires chargés de rendre compte des mémoires relatifs à la Caisse d'escompte, remis par plusieurs députés au président de l'Assemblée. Il s'oppose à la proposition de Mirabeau d'autoriser le retour en Corse des paolistes exilés, craignant une révolte dans l'île.
En janvier 1790, il s'oppose à l'abolition des haras.
Contrairement aux autres députés de la noblesse de Picardie, il est partisan de réformes modérées.
Il démissionne de ses fonctions de député le 9 mai 1790 et n'est pas remplacé, son suppléant, le comte de Gomer, ne siégeant pas.
Attaché au Roi, il défend la portière du carrosse royal lors de la journée du 17 juillet 1789. Durant les séances de la Chambre de la Noblesse, il a une querelle avec le comte de Lambertye. Tous deux se battent en duel et il blesse son adversaire.
Commandant-général de la garde bourgeoise de Versailles, le prince de Poix préfère donner sa démission, avant les journées d'octobre, du fait de l'indiscipline des gardes.

La prise des Tuileries.

Le prince de Poix part pour Coblence, mais il est mal accueilli par certains émigrés, du fait de ses liens avec Louis XVI et La Fayette, qui est le beau-frère de son frère.
Il revient donc en France pour défendre la famille royale et combat le 10 août 1792 aux Tuileries. Il protège le Roi quand celui-ci se rend du palais des Tuileries à l'Assemblée nationale. Il reste dans une antichambre, avec d'autres serviteurs fidèles au Roi et attentifs à sa mauvaise fortune. Il faut que le Roi leur ordonne plusieurs fois de partir.
Après le 10 août 1792, il se cache pendant quelques semaines, avant de prendre le chemin de l'Angleterre. Il échappe ainsi au sort de ses parents, guillotinés en 1794.

### Sous l'Empire
Il revient en France en 1800, et vit paisiblement à Mouchy-le-Châtel, près de Noailles, pendant l'Empire. Il s’occupe de ses terres ou ce qu'il en reste. Il s'est vu confisquer plus de 350 hectares.[réf. nécessaire] Son fils cadet choisit de devenir chambellan de l'empereur, et sa belle-fille, nièce de Talleyrand, dame du palais de l'impératrice Marie-Louise.

### LaRestauration
Au retour des Bourbons, il est nommé lieutenant général et reprend ses fonctions de capitaine des gardes du corps du roi.
Le 4 juin 1814, il est nommé Pair de France. Le 8 août 1814, il est promu lieutenant-général. Malgré son âge, il est très actif.
Lors des Cent-Jours, il suit le Roi à Gand, puis regagne la France avec lui et reprend ses fonctions de capitaine des gardes du corps du Roi. En 1816, il transmet ces fonctions à son fils, le duc de Mouchy.
En 1815, le prince de Poix devient gouverneur de la maison royale de Versailles et de Trianon, et secrétaire général du gouvernement de Versailles. À ce titre, il représente le roi à Versailles et a en plus le soin de tout ce qui regarde la fabrique et l'œuvre de la paroisse Saint-Louis.
Par lettres patentes du 20 décembre 1817, il est créé duc-pair héréditaire, sur institution d'un majorat-pairie.
En 1818, il est impliqué, avec le prince de Poix et le duc de Gramont, en homicide involontaire et complicité d'homicide involontaire commis sur la personne du feu comte de Saint-Morys (fils de St-Morys).
Il meurt le 15 février 1819 à Paris. Son éloge est prononcé à la Chambre des pairs par Armand-Maximilien-François-Joseph-Olivier de Saint-Georges, marquis de Vérac, époux d'une de ses nièces et son successeur dans ses fonctions à Versailles.

## Mariage et descendance
Le 9 septembre 1767, à l'âge de quatorze ans, il épouse Anne Louise Marie de Beauvau (1750-1834), fille de Charles Juste de Beauvau-Craon, 2e prince de Beauvau, capitaine des gardes, maréchal de France, et de Marie-Sophie-Charlotte de La Tour d'Auvergne. Ils ont deux enfants :
- Charles Arthur Tristan Languedoc de Noailles (1771-1834), prince de Poix (1794), duc de Poix (1819), 3e duc de Mouchy (1819), membre de l'ordre de la Légion d'honneur, et pair de France ;
- Antonin Claude Dominique Just de Noailles (1777-1846), comte de Noailles et de l'Empire (1810), puis 4e duc de Mouchy (1834), prince de Poix, duc de Poix et pair de France, chevalier de La Toison d'Or, Grand d'Espagne de 1re classe, chevalier-commandeur de l'Ordre du Saint-Esprit, commandeur de la Légion d'honneur, chambellan de Napoléon Ier, ambassadeur de France, député de la Meurthe (1824-27).

## Pour approfondir